# Бал (береговой ракетный комплекс)
Бал (индекс ГРАУ: 3К60, по кодификации НАТО: SSC-6 «Sennight» (рус. «неделя»)) — береговой ракетный комплекс с противокорабельной ракетой Х-35. ГСИ завершены в 2004. Принят на вооружение ВС РФ в 2008 году.

## Назначение
Комплекс предназначен для контроля территориальных вод и проливных зон; защиты военно-морских баз, других береговых объектов и инфраструктуры побережья; защиты побережья на десантоопасных направлениях.

## Модификации
- Бал — вариант комплекса для вооружённых сил России, принят на вооружение в 2008 году.
- Бал-Э — экспортный вариант.

## Описание
БРК «Бал» представляет собой мобильную систему (на базе шасси МЗКТ-7930), в состав которой входят:
- самоходные командные пункты управления и связи (СКПУС) — до 2 единиц.
- самоходные пусковые установки (СПУ) — до 4 единиц, несущие противокорабельные ракеты (ПКР) типа Х-35/Х-35Э и Х-35У/Х-35УЭ в транспортно-пусковых контейнерах (ТПК).
  - На типовом варианте СПУ размещается 8 ТПК.
- транспортно-перегрузочные машины (ТПМ), предназначенные для формирования повторного залпа — до 4 единиц.

## Тактико-технические характеристики
- Дальность поражения: 120 км с ракетой Х-35 и 260 км с ракетой Х-35У[3]
- Удалённость стартовой позиции от береговой линии: до 10 км
- Количество ракет на каждой СПУ и ТПМ: до 8
- Интервал пуска ракет в залпе: не более 3 с
- Максимальная скорость движения:
  - по шоссе: 60 км/час
  - по бездорожью: 20 км/час
- Стартовая масса ракеты: 620 кг
- Суммарный боекомплект комплекса: до 64
- Запас хода (без дозаправки): не менее 850 км

## Операторы
В настоящее время комплексы «Бал» есть на вооружении у Береговых войск ВМФ РФ и военных моряков Вьетнама. В начале 2010-х российские власти планировали поставить комплекс ещё и в Ливию, однако из-за начавшейся там в 2011 году гражданской войны Россия ввела эмбарго на военные поставки. Объём выгоды корпорации «Тактическое ракетное вооружение» оценивался в €300 млн.
Интерес к береговому ракетному комплексу «Бал-Э» появился у Азербайджана в 2014 году. В планах Баку было обзавестись как минимум одним дивизионом. В 2018 году Россия отказалась от поставок берегового ракетного комплекса (БРК) «Бал-Э» азербайджанским военным из-за рисков, которые он может представлять для обеспечения безопасности мореплавания кораблей Каспийской флотилии.
- Россия — 40 единиц, по состоянию на 2022 год[5]
- На конец 2020 войска располагают предположительно 40 ПУ БРК «Бал»:
  - 11-я отдельная береговая ракетно-артиллерийская бригада (п. Уташ) — 4 ПУ
  - 15-я отдельная береговая ракетно-артиллерийская бригада (г. Севастополь) — 4 ПУ[6][7]
  - 72-я отдельная береговая ракетная бригада (пгт Смоляниново) — 4 ПУ
  - 72-я отдельная береговая ракетная бригада (о. Кунашир) — 4 ПУ[8]
  - 25-я отдельная береговая ракетная бригада (п. Донское) — 4 ПУ[9]
  - 520-я отдельная береговая ракетно-артиллерийская бригада (п. Англичанка, Петропавловск-Камчатский) — 4 ПУ[10]
  - 536-я отдельная береговая ракетно-артиллерийская бригада Северного флота (г. Североморск) — 4 ПУ[11][12]
  - 847-й отдельный береговой ракетный дивизион (г. Каспийск) — 4 ПУ[13]
  - Отдельная береговая ракетная бригада (о. Сахалин) — 4 ПУ[14]
  - 51-й отдельный береговой ракетный дивизион (г. Каспийск) — 4 ПУ[15]
- Вьетнам — поставки осуществлены в 2009—2010 годах[16];
- Венесуэла — поставлено 2 комплекса (8 СПУ) «Бал-Э»[17].

## Галерея
Береговой противокорабельный ракетный комплекс «Бал-Э» на МВМС-2013:

Состав комплекса
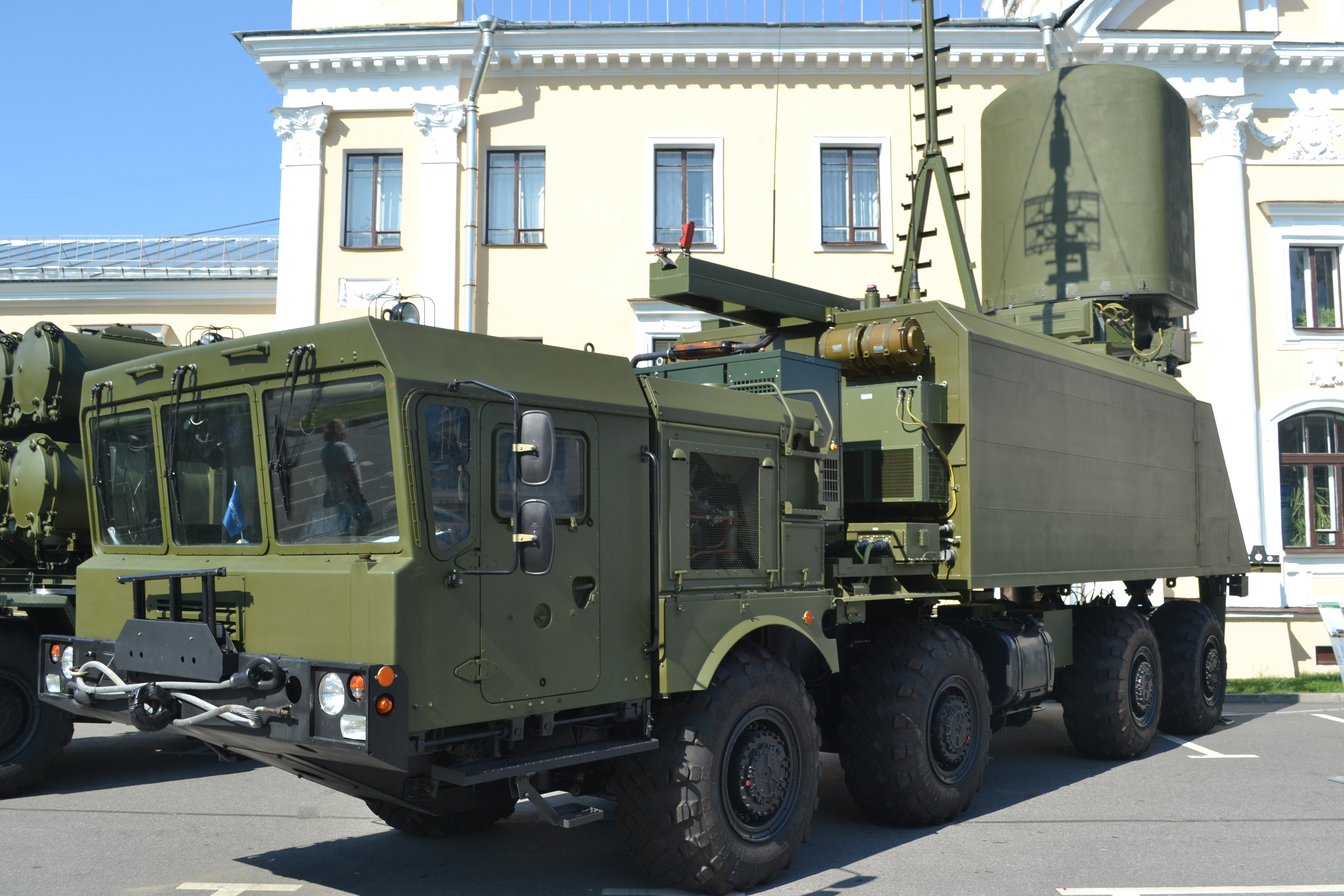
Комплекс радиолокационной разведки Монолит-Б
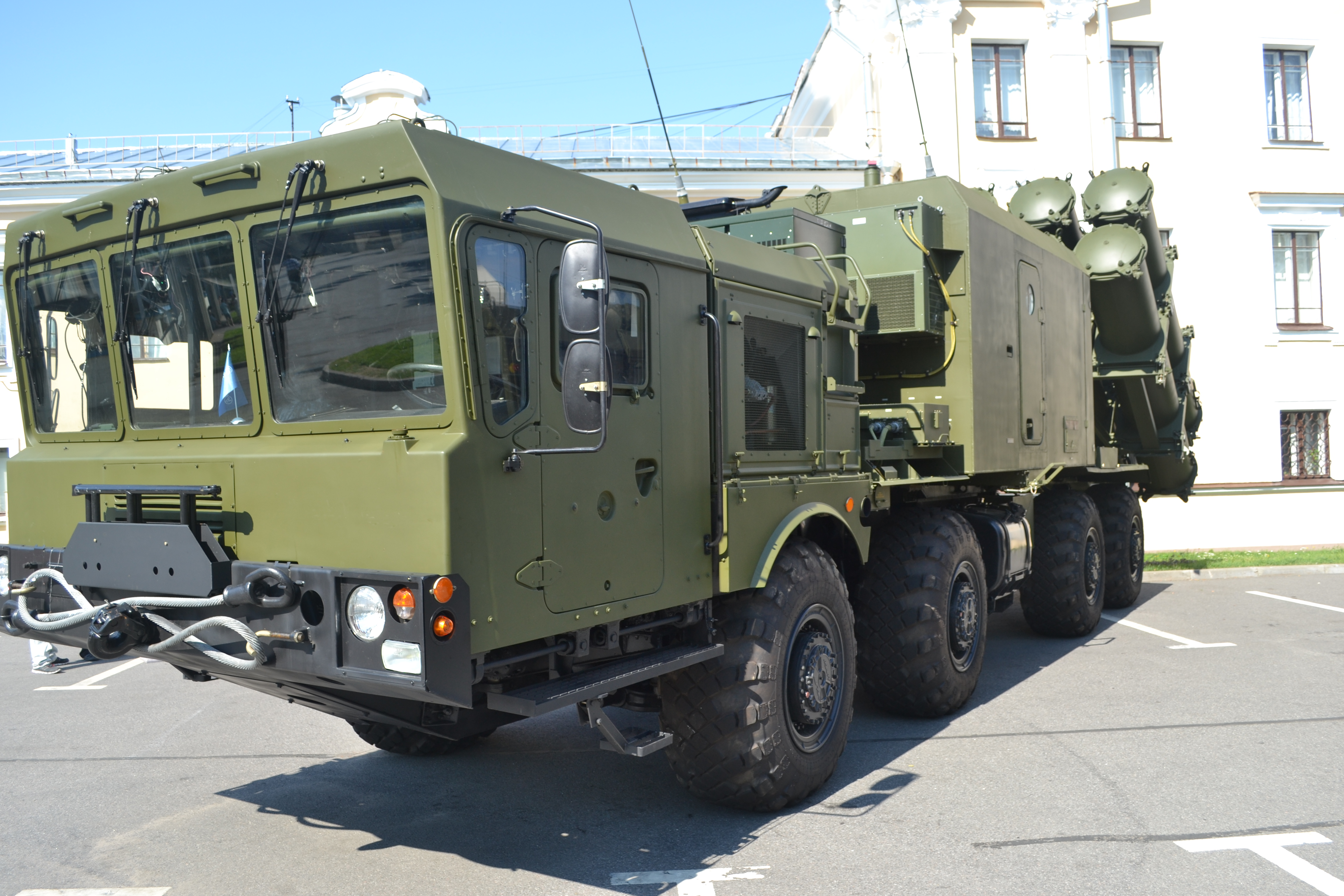
Самоходная пусковая установка
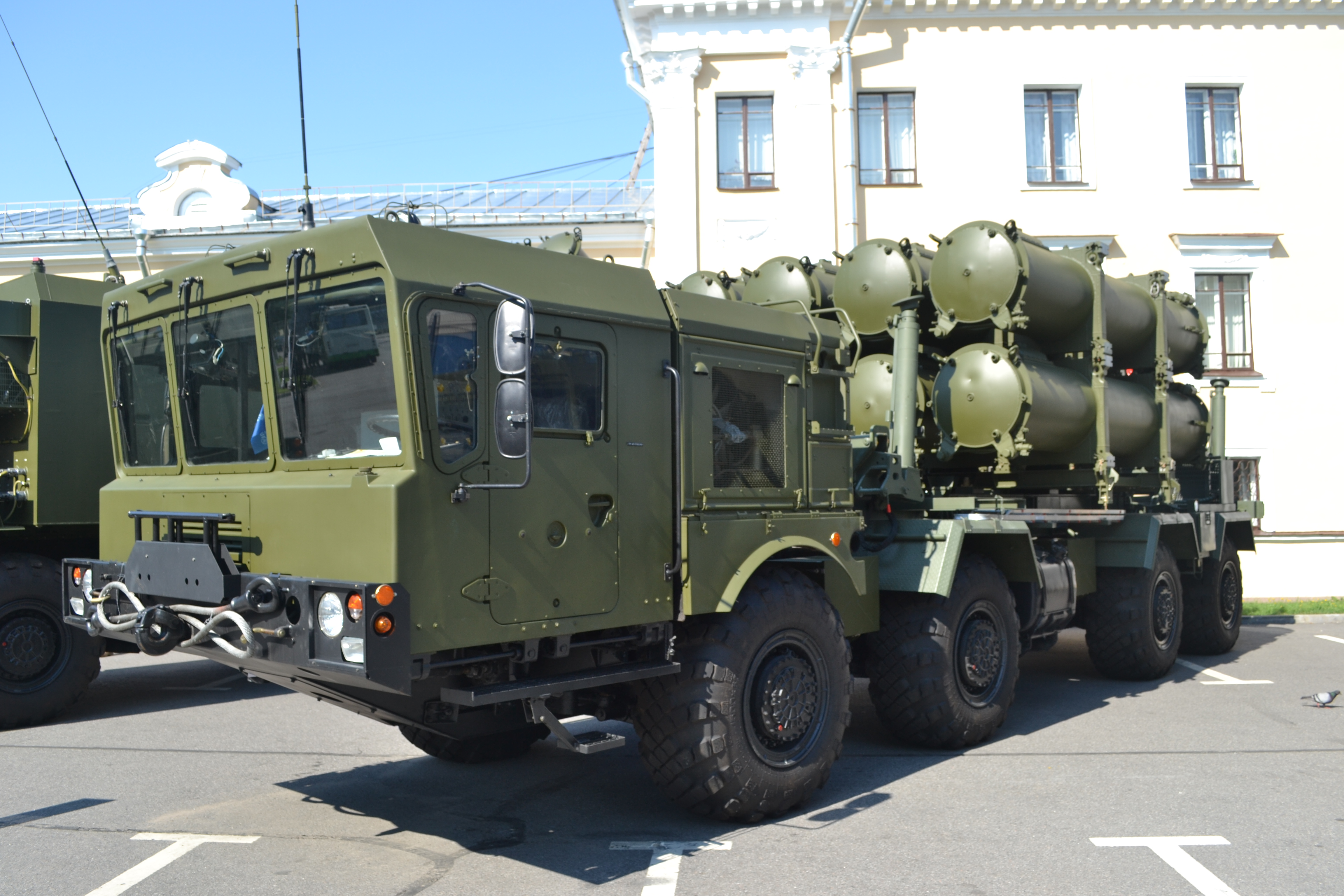
Транспортно-перегрузочная машина
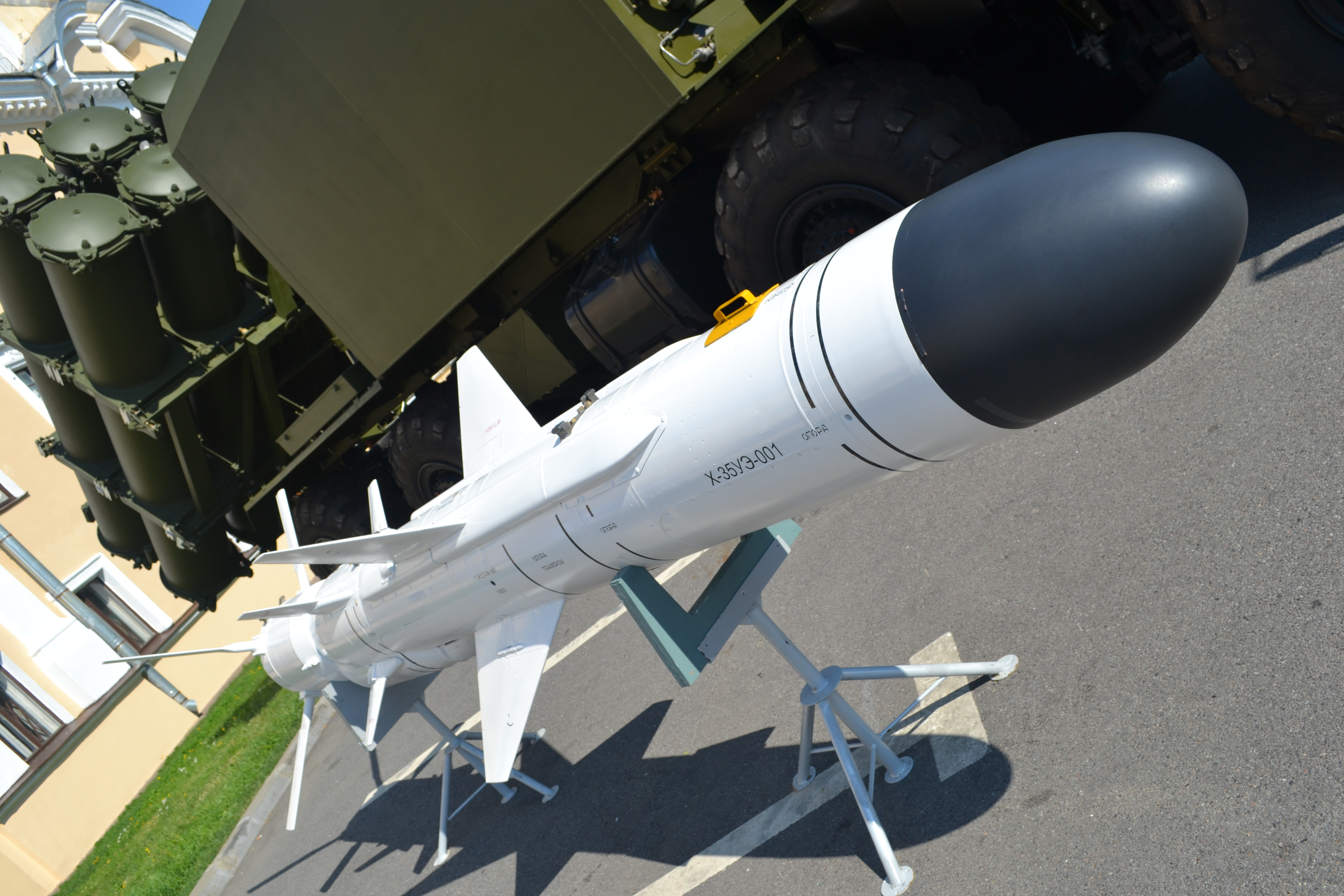
Крылатая ракета Х-35УЭ-001